# Legacy port
Una legacy port è una porta, o un connettore di un personal computer che sono diventati totalmente o parzialmente obsoleti. 

## Evoluzione
Alcuni produttori sostituiscono le legacy port con porte di tipo più moderno, come le USB. Queste porte moderne sono dotate anche di quasi tutte le funzionalità di quelle vecchie. Ciononostante spesso si usano appositi adattatori per replicare le funzionalità necessarie a connettersi a vecchi dispositivi che erano stati progettati in base agli standard delle vecchie porte. L'utilizzo degli adattatori ha anche il vantaggio di non dover apportare alcuna modifica ai vecchi programmi ed ai vecchi driver sviluppati per interfacciarsi ai dispositivi attraverso le vecchie porte.

## Esempi di legacy ports
- Porta parallela
- Porta seriale
- Connettore DIN